# Лохвицька сотня
Лохвицька сотня — адміністративно-територіальна та військова одиниця Лубенського полку Гетьманщини (1648-1782). Тимчасово входила до складу Миргородського полку (1649-1658). Разом із містом Лохвиця належала до Генеральної артилерії. З 1760 Лохвицька сотня поділена на дві, базова іменувалася Першолохвицькою. 1764 додалася Янишпільська сотня, яка мала лише одного сотника Івана Сича.
Сотенний центр: містечко Лохвиця, нині — частина Полтавської області України.

## Історія
Сформована у складі Лубенського полку 1648. Територія набута в революційний спосіб — відчужена у щойно ліквідованого Київського воєводства Речі Посполитої.
У середині 1649 Лохвицька сотня мала у своєму складі три суто військові сотні. За Зборівською угодою 16 жовтня 1649 включена як адміністративна одиниця до Миргородського полку. Проте за реформою Гетьмана Івана Виговського 1658 Лохвицьку сотню повернули до складу Лубенського полку, в якому вона надалі постійно перебувала до анексії Гетьманщини 1782.
З 1665 Лохвиця та Ромни приписані до Генеральної артилерії.
На 1740 рік до Лохвицької сотні належали наступні поселення: Скоробагатьки, Риги, Венслави, Западинці, Харківці, Безсали, Бербениці, Жабки, Шмиглі, Івахники, Голінка, Свиридівка, Степуки, Яшники, Млини, Юсківці, Лука, Білогорілка, Піски, Ручки, Токарі, Брисі, Пісочки та Коновали (Коновалове).
1760 зі складу сотні виділено Друголохвицьку сотню, 1764 — Янишпільську сотню (1760—1782).
Після анексії Гетьманщини Російською імперією, територія Лохвицької сотні включена до складу Новгородсько-Сіверського намісництва.

### Сотники
- Зуб Василь (1649).
- Іван Федорович (1650).
- Калита Максим (1653).
- Горбатенко Євстафій (1653—1654).
- Котляр Лесько (1653).
- Виприск Андрій Михайлович 1658).
- Білецький Ілля (1659).
- Івненко Іван (Партолка, Іовенко; (1659).
- Виприск Андрій Михайлович (1659).
- Геращенко Сава (1660).
- Пилипенко Іван (1660).
- Котляренко Яцько (1661).
- Базилей Іван (1661).
- Геращенко Фесько 1661, н.).
- Шамлицький Степан (1662).
- Юсько Якович (1668—1669).
- Отрок Юсько (1669).
- Виприск Демко (1670).
- Котляренко Юсько 1670).
- Котляренко Василь (1671).
- Котляренко Юсько (1672 — підписав акт обрання Гетьманом України Іоанна Самойловича).
- Пивоваренко Михайло (1672, наказний).
- Котляренко Юсько (1673—1674).
- Журавель Григорій (1674, наказний).
- Геращенко Сава (1677).
- Куцкевич Іван (1678).
- Гамалія Андрій Михайлович (1678—1680; 1685 — брат полковоника Лубенського полку Григорія Гамалії, майбутній Генеральний Осавула).
- Кратченко Федір (1680—1690).
- Ракус Григорій (1683, н.).
- Мартос Мартин Васильович (1687, н.).
- Гамалія Михайло Андрійович 1690—1694, уряд отримав від Гетьмана Іоанна Мазепи).
- Пештич Степан (1694).
- Мартос Мартин Васильович (1695—1698).
- Мартос Павло Васильович (1699—1708; 1709—1712 — пізніше Лубенський полковий обозний, керівник змови проти Полковника Андрія Маркевича).
- Яременко Яків (1708).
- Пештич Степан Трофимович (1714—1718 — учасник змови проти Полковника Лубенського полку Андрія Маркевича).
- Гамалія Іван Михайлович (1721—1727; тесть сотника Ізюмської слобідської сотні Єлісея Зарудного).
- Гамалія Степан Михайлович (1727—1729).
- Стефанович Василь (1729—1739; випускник Братиславського єзуїтського колегіуму, зять колишнього сотника Івана Гамалії).
- Огранович Іван Іванович (1740—1745).
- Прокопович Іван (1744, наказний).
- Стефанович Василь (1751).
- Коченевський Кирило Іванович (1746—1750; Петербурзький півчий, закінчив сотникування великою розтратою).
- Борисяк Йосип (1755, наказний; одночасно Лохвицький городовий отаман).
- Нельговський Василь Корнилович (1-ї сотні, 1759—1761, 1762—1769; син священика із Прилуцького полку).
- Манько Дмитро Васильович (1-ї сотні, 1771—1782).
- Огранович Іван Корнійович (2-ї сотні, 1760—1782; 1767 значився підкоморієм Лубенського повіту).
- Сич Іван Лукашович (Янишпільська сотня, 1771—1782).

### Населені пункти
Андріївка, село; Безсали, село; Бербенці, село; Білогорілка, село; Брисі, село; Великий, хутір; Венслави, село; Веткалівка, хутір; Гамаліїв Оснач, хутір; Гамаліївка, слобідка; Голюнка, село; Жабки, село; Западинці, село; Івахники, село; Коновали, село; Лохвиця, місто; Луки, село; Манькові Жабки, хутір; Млини, село; Піски, село; Пісочки, село; Риги, село; Ручки, село; Свиридівка, село; Скориха, хутір; Скоробогатьки, село; Слобідка дружини Степана Гамадії; Степуки, село; Татарик, хутір; Токарі, село; Харківці, село; Хутори: Велецького Володимира, бунчукового товариша; Гамаліїної, дружини Йосипа Гамалії; Гамфа, генерала; Дарагана, київського полковника; Коченовського, лохвицького сотника; Марковича Якова, бунчукового товариша; Мартоса Івана, бунчукового товариша; Новицьких Андрія і Григорія, бунчукових товаришів; Піроцького Івана, бунчукового товариша; Шмиглі, село; Юсківці, село; Ячники, село.